# Kirbyville (Misuri)
Kirbyville es una villa ubicada en el condado de Taney en el estado estadounidense de Misuri. En el Censo de 2010 tenía una población de 207 habitantes y una densidad poblacional de 59,87 personas por km².

## Geografía
Kirbyville se encuentra ubicada en las coordenadas 36°37′46″N 93°9′28″O / 36.62944, -93.15778. Según la Oficina del Censo de los Estados Unidos, Kirbyville tiene una superficie total de 3.46 km², de la cual 3.46 km² corresponden a tierra firme y (0%) 0 km² es agua.

## Demografía
Según el censo de 2010, había 207 personas residiendo en Kirbyville. La densidad de población era de 59,87 hab./km². De los 207 habitantes, Kirbyville estaba compuesto por el 88.41% blancos, el 0.48% eran afroamericanos, el 0% eran amerindios, el 2.42% eran asiáticos, el 0% eran isleños del Pacífico, el 7.25% eran de otras razas y el 1.45% pertenecían a dos o más razas. Del total de la población el 6.76% eran hispanos o latinos de cualquier raza.